# Municipio de Pawnee (Illinois)
El municipio de Pawnee (en inglés: Pawnee Township) es un municipio ubicado en el condado de Sangamon en el estado estadounidense de Illinois. En el año 2010 tenía una población de 3058 habitantes y una densidad poblacional de 43,55 personas por km².

## Geografía
El municipio de Pawnee se encuentra ubicado en las coordenadas 39°34′23″N 89°34′56″O / 39.57306, -89.58222. Según la Oficina del Censo de los Estados Unidos, el municipio tiene una superficie total de 70.21 km², de la cual 70.16 km² corresponden a tierra firme y (0.08%) 0.06 km² es agua.

## Demografía
Según el censo de 2010, había 3058 personas residiendo en el municipio de Pawnee. La densidad de población era de 43,55 hab./km². De los 3058 habitantes, el municipio de Pawnee estaba compuesto por el 96.47% blancos, el 0.43% eran afroamericanos, el 0.16% eran amerindios, el 0.07% eran asiáticos, el 0.03% eran isleños del Pacífico, el 0.07% eran de otras razas y el 2.78% pertenecían a dos o más razas. Del total de la población el 1.31% eran hispanos o latinos de cualquier raza.